# Store Lenangstind
Store Lenangstind és una muntanya situada al municipi de Lyngen, al comtat de Troms, Noruega. És dins de la serralada dels Alps de Lyngen i és la quart muntanya en prominència més alta de Noruega. Es troba aproximadament a 15,5 quilòmetres al nord-oest del llogaret de Lyngseidet, just a l'oest de la Lyngenfjorden. La muntanya està coberta de glaceres pels voltants.
El seu ascens implica travesses glacials fàcils i escalada en neu escarpada. Aquest pic és només per a muntanyencs experimentats.